# Copidesque
Copidesque (copy desk) ou preparação  de texto se refere ao processo de normalização, revisão ortográfica, de estilo (escrita), revisão técnica e marcação do texto para só então seguir para a diagramação — disposição do texto na página, "mancha no papel". A função do preparador de texto, nessa etapa editorial, é facilitar o projeto editorial onde o [texto] original é adequado para ser transformado em livro, portanto deve ser uma pessoa cuja cultura aspire certa abrangência e que tenha um amplo domínio da língua portuguesa.
Em textos literários, o editor primeiramente faz uma leitura a fim de avaliar o original, designar e orientar o preparador de texto. Em textos acadêmicos, técnicos, científicos ou especializados deve-se submeter o texto à revisão técnica (tarefa executada por um especialista no assunto) principalmente no que tange a terminologia e conceituação.
O fato de um original ter sido aceito por uma editora e apresentar-se como um texto completo e estruturado não implica, necessariamente, que esteja pronto para composição ou diagramação. É comum que autores, ao entregarem seus manuscritos, declarem que a obra está finalizada e dispensa edição ou revisão — no entanto, essa é uma afirmação da qual o editor jamais deve partir, independentemente da notoriedade ou prestígio do autor. A preparação do texto é uma etapa indispensável no processo de publicação.

## Etapas da preparação de texto
A preparação do original pode ser feita tanto no papel (antiquado, mas ainda usado por preparadores mais tradicionais) ou diretamente no arquivo eletrônico. Por se tratar de uma etapa que pode ser feita mais de uma vez, as editoras atualmente optam por fazerem a preparação diretamente nos processadores de textos (programas de computador) como Word, LibreOffice etc.
A preparação com texto impresso, apesar de antiquado, é considerado o método mais crível, principalmente por ter a grande vantagem de permitir o rastreamento de todas as modificações pelas quais o texto passou — essas modificações são feitas em papel A4, carta ou ofício, com espaçamento entre linhas no mínimo duplo e margens duplas, a fim de facilitar as marcações (códigos de revisão) na lauda preparada no papel.
- Preparação do texto

O preparador corrigirá: todas imperfeições de estilos e erros gramaticais (concordância verbal, nominal, grafia etc.); erros/ausências de pontuação; erros evidentes do original deixados involuntariamente pelo autor, a saber frases de sentido duvidoso, por exemplo; padronização de siglas e abreviaturas; inserção de notas de rodapé (quando necessário).
- Revisão das sugestões

Após a preparação de texto, o autor receberá da editora (ou do próprio preparador/revisor de texto) o arquivo com sugestões de alterações de palavras, períodos ou frases inteiras a fim de manter a máxima legibilidade, sem "atropelar" o estilo do autor.